# De Salamanca a ninguna parte
De Salamanca a ninguna parte es una película española documental del 2002 dirigida por Chema de la Peña.

## Sinopsis
Este documental analiza la historia de una generación de cineastas, el llamado Nuevo Cine Español, que se formó a raíz de las Conversaciones de Salamanca (1955), y que intentó mostrar en sus películas la realidad social española. Se considera una generación perdida y que no ha sido lo suficientemente valorada, que tuvo bastantes dificultades en la gris década de 1960 para intentar una tímida apertura en el cine. Como muestra quedan las películas Del rosa al amarillo, de Manuel Summers (1963); La tía Tula, de Miguel Picazo (1963); Nueve cartas a Berta, de Basilio Martín Patino (1965) o La caza de Carlos Saura (1965). La película se aproxima a las miradas, los recuerdos, los silencios, los deseos y la lucha de sus protagonistas, que se proponían hacer un cine diferente, crítico, innovador y personal.

## Nominaciones
Fue nominada al Goya a la mejor película documental a los XVII Premios Goya.